# Prospero Alpini
Próspero Alpini, también conocido como Alpino, Prosper Alpinus, Prospero Alpino y Prosper Alpin (Maróstica, 23 de noviembre de 1553-Padua, 6 de febrero de 1617), fue un botánico y médico italiano.

## Biografía
Alpini nació en Maróstica, cerca de Vicenza, en la República de Venecia. En su juventud sirvió en el ejército milanés, pero en el 1574 se decidió a estudiar Medicina en Padua. Una vez terminado sus estudios en 1578, inició el ejercicio de la profesión médica en Camposampiero, un pequeño país del territorio de Padua. Pero su verdadera pasión era la botánica y, para poder estudiar y conocer plantas exóticas, en 1580 se trasladó a Egipto como médico al servicio personal de Giorgio Emo, el cónsul veneciano en El Cairo.
Transcurrió tres años en ese país, y del cultivo de la Palma datilera, Alpini deduce el concepto de la diferencia sexual en las plantas, que enseguida fue adoptado como fundamento del sistema de clasificación científica de Linneo. Él afirmó que "la palma de dátiles femenina no produce el fruto a menos que le pongamos una rama masculina mezclada con las femeninas, y que el polen que producen las flores macho haga apareamiento con la flor femenina".
A su vuelta a casa, residió durante un tiempo en Génova como médico de Andrea Doria, y en 1593 fue profesor de Botánica en Padua, donde murió en 1617 debido a un fallo renal. Al quedar vacante su puesto, este fue ocupado por su hijo, Alpino Alpini. Su obra más famosa De Plantis Aegypti liber Venecia, 1592. En el De Medicina Egyptiorum Venecia, 1591 está contenida la primera referencia sobre la planta del café publicada en Europa.

## Honores

### Epónimos
El género Alpinia de la familia Zingiberaceae, fue llamado así por Linneo en su honor.
- La abreviatura «Alpino» se emplea para indicar a Prospero Alpini como autoridad en la descripción y clasificación científica de los vegetales.[1]

## Obras
- De balsamo dialogus. 1591

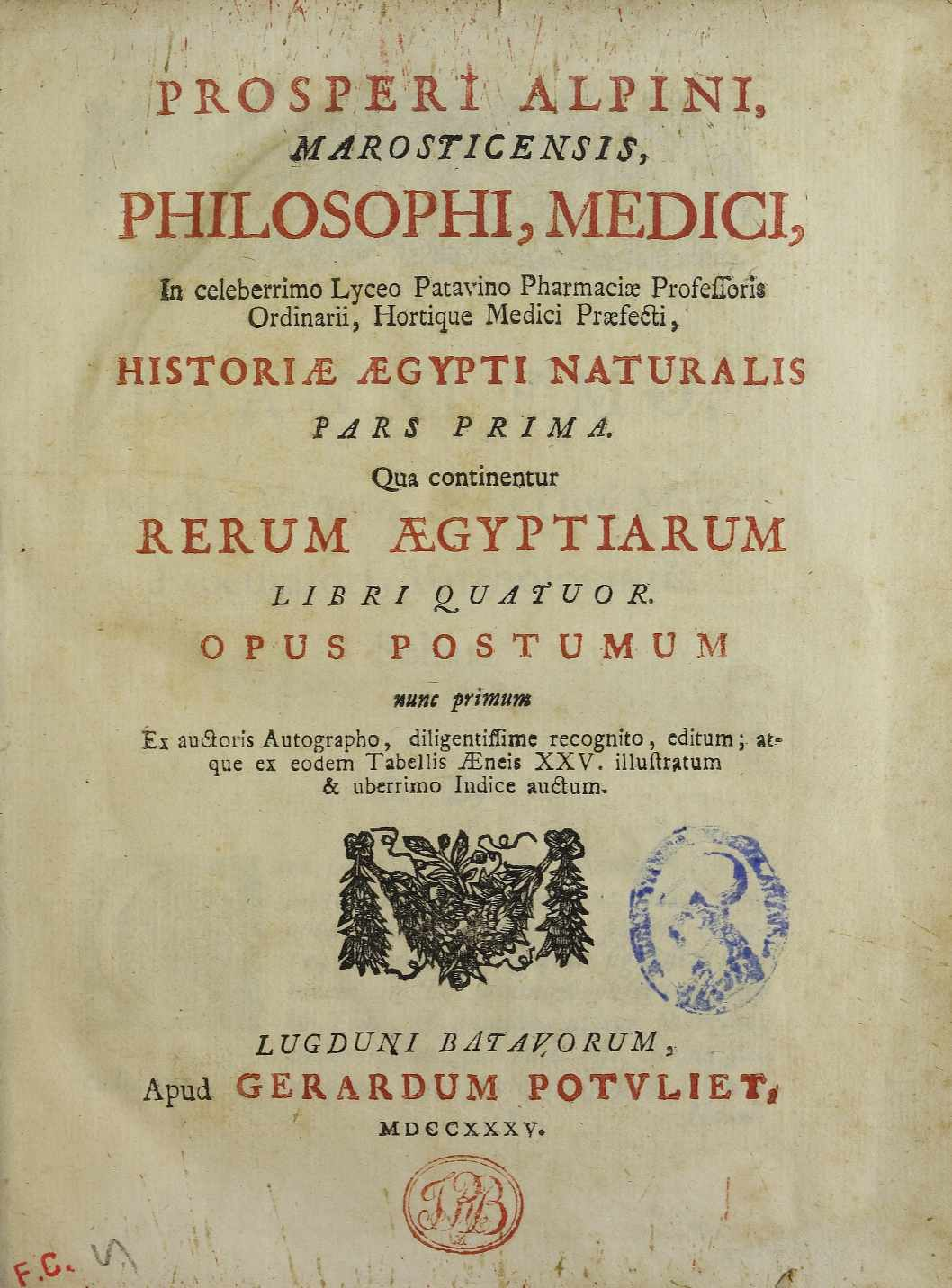
Historia Aegypti naturalis, 1735

- De Medicina Egyptiorum Venecia. 1591
- De Plantis Aegypti liber. Venedig, F. de Franceschi di Siena, Venecia. 1592
- De praesagienda via et morte aegrotantium libri septem. In quibus ars tota Hippocratica praedicendi in aegrotis varios morborum eventus, cum ex veterum medicorum dogmatis, tum ex longa accurataque observatione, nova methodo elucescit. Cum praefatione Hermanni Boerhaave. Editio altera Leidensis, cujus Textum recensuit, passim emendavit, supplevit, citata Hippocratis loca accuravit, Hieron. Dav. Gaubius… Cum capitum & rerum duplici índice. Lugduni Bat., ex officina Isaaci Severini, . 1601
- De medicina methodica 1611
- De plantis exoticis libri duo…. Venecia, Giovanni Guerigli, 1629. (Se describen en este libro 145 plantas, de las cuales una gran parte de origen cretense)
- Historiæ Ægypti Naturalis. Pars Prima. Qua continentur Rerum Ægyptiarum. [Pars secunda, sive, de Plantis Ægypti. Cum observationibus. Lugduni Bat.: apud Gerardum Potuliet, 1735